# Port lotniczy Brasília
Port lotniczy Brasília (IATA: BSB, ICAO: SBBR) – międzynarodowy port lotniczy położony w Brasílii. Jest jednym z największych portów lotniczych w Brazylii.

## Linie lotnicze i połączenia

### Terminal 1
- American Airlines (Miami) [od 20 listopada]
- Delta Air Lines (Atlanta)
- Gol Transportes Aéreos (Aracaju, Belém-Val de Cães, Belo Horizonte-Confins, Boa Vista, Campinas-Viracopos, Campo Grande, Cuiabá, Kurytyba-Afonso Pena, Fortaleza, Goiânia, Macapá, Manaus, Natal, Palmas, Porto Alegre, Porto Velho, Recife, Rio Branco, Rio de Janeiro-Galeão, Rio de Janeiro-Santos Dumont, Rosário, Salvador da Bahia, São Luís, São Paulo-Congonhas, São Paulo-Guarulhos, Teresina, Vitória)
  - obsługiwane przez Varig (Aruba, Curaçao)
- LAN Perú (Lima)
- OceanAir (Aracaju, Belo Horizonte-Confins, Cuiabá, Fortaleza, Juazeiro do Norte, Manaus, Rio de Janeiro-Galeão, Rio de Janeiro-Santos Dumont, Salvador da Bahia, São Paulo-Congonhas, São Paulo-Guarulhos)
- Passaredo Transportes Aéreos (Barreiras, Ribeirão Preto)
- SETE Linhas Aéreas (Confresa, Goiânia, Gurupi, Minaçu, São Félix do Araguaia)
- TAM Linhas Aéreas (Aracaju, Belém-Val de Cães, Belo Horizonte-Confins, Buenos Aires-Ezeiza, Campinas-Viracopos, Campo Grande, Cuiabá, Kurytyba-Afonso Pena, Florianópolis, Fortaleza, Goiânia, Imperatriz, João Pessoa, Macapá, Maceió, Manaus, Marabá, Natal, Palmas, Recife, Rio de Janeiro-Galeão, Rio de Janeiro-Santos Dumont, Salvador da Bahia, São José do Rio Preto, São Luís, São Paulo-Congonhas, São Paulo-Guarulhos, Teresina, Vitória)
  - obsługiwane przez Pantanal Linhas Aéreas (Recife, São Paulo-Congonhas)
- TAP Air Portugal (Lizbona)
- TRIP Linhas Aéreas (Araguaina, Belém-Val de Cães, Carajás, Manaus, Tucuruí, Uberaba, Uberlândia)
- WebJet Linhas Aéreas (Belo Horizonte-Confins, Kurytyba-Afonso Pena, Fortaleza, Natal, Porto Alegre, Recife, Rio de Janeiro-Santos Dumont, Salvador da Bahia, São Paulo-Guarulhos)

### Terminal 2
- Azul Brazilian Airlines (Campinas-Viracopos)